# Cecilia Persson
Cecilia Persson (* 1982 in Nord Åsum) ist eine schwedische Jazzmusikerin (Piano, Komposition).

## Wirken
Persson erhielt ab 2001 eine Klavierausbildung bei Maggi Olin an Fridhems Folkhögskola und absolvierte von 2004 bis 2008 die Königliche Musikhochschule Stockholm. Gemeinsam mit Sofia Jernberg leitete sie das Septett Paavo, das seit 2007 mehrere Alben veröffentlichte. Unter eigenem Namen veröffentlichte sie 2014 das Album Open Rein, das gute Kritiken erhielt. Bei der Norrbotten Big Band wirkte sie als Composer in Residence. Als Pianistin hat sie auch mit Thus:Owls (Cardiac Malformations), mit Erika Alexandersson und bei Lina Nyberg (zuletzt The Sirenades) gespielt. 
Sowohl 2012 als auch 2014 wurde sie von Sveriges Radio mit dem Musikpreis Jazzkatten als „Komponist des Jahres“ ausgezeichnet. 2015 erhielt sie das Jan-Johansson-Stipendium.

## Diskographische Hinweise
- Paavo (Apart Records 2007)
- Paavo Cançó del Paó (Found You Recordings 2f010)
- Paavo The Third Song of the Peacock (Found You Recordings 2013)
- Open Rein (Hoob 2014, mit Per „Texas“ Johansson, Leo Svensson, Mattias Ståhl, Nils Ölmedal, Peter Nilsson, Eivind Lønning, Thomas Backman, Fredrik Ljungkvist, Olof Wendel)
- Cecilia Persson & Norrbotten Big Band Composer in Residence (Prophone 2016)[6]